# トニーヒロタ
トニーヒロタ（本名：廣田 毅（ひろた つよし）、1964年9月30日 - ）は、日本のものまねタレント。三重県四日市市出身。血液型はO型。

## 人物
コロッケに憧れものまね界に入る。コロッケに可愛がられており弟分とも言われている。
日本各地でものまねライブを行っており、営業はかなり面白いと評判である。
ものまねのレパートリーは200種類以上をこなす。
Mr.マリックのものまねなどでは「マジック」もショーに随時取り入れている。営業でマジックを多数入れると荷物が多くなりすぎて多数はできないが、マジックの道具はプロマジシャン以上に所有していて腕前もプロのマジシャン並みである。
いっこく堂のものまねとして腹話術も取り入れたネタもある。
アニメのものまねのレパートリーも100種類以上。その他、演歌、ポップスなどネタのジャンルは広い。大のアニメファンであり、マニア垂涎のフィギュアやグッズも多数所持している。
声優としても活動し、『ビックリマン2000』のスーパーゼウス役などを演じている。
地元ではローカルCMにも出演している。
CRウッドペッカー CR男はつらいよ など数多くのパチンコ台のアフレコもしている。

## 主なレパートリー
- 哀川翔
- 秋川雅史
- 渥美清
- 綾小路翔
- いかりや長介
- 市原悦子
- 五木ひろし
- いっこく堂
（腹話術で2つの声を同時に出せる）
- 井上陽水
- 石井竜也
- 大木こだま
- 尾崎豊
- 岡平健治
- 河村隆一
- 北島三郎
- 吉川晃司
- 喜納昌吉
- 木山裕策
- きゃりーぱみゅぱみゅ
- 鬼龍院翔
- キング・クリームソーダ
- 桑田佳祐
- 郷ひろみ
- 小林旭
- コブクロ
- コロッケ
- 近藤真彦
- 西城秀樹
- 坂本九
- さだまさし
- 沢田研二
- サンプラザ中野くん
- ジェロ
- 柴田恭兵
- 島倉千代子
- 志村けん
- 翔
- 湘南乃風
- 水前寺清子
- すぎもとまさと
- 鈴木雅之
- セロ
- ゼンジー北京
- 千昌夫
- 滝口順平
- 竹内力
- 武田鉄矢
- 舘ひろし
- 田中邦衛
- 谷村新司
- 田原俊彦
- たま
- 玉置浩二
- 田村正和
- 太宰久雄
- ちあきなおみ
- 鶴田浩二
- つんく♂
- DJ OZMA
- 天童よしみ
- 常田富士男
- 鳥羽一郎
- 中尾彬
- 長渕剛
- 鼠先輩
- 野口五郎
- 野久保直樹
- 馬場俊英
- ハリー・ポッター
- 比嘉栄昇
- 氷川きよし
- ヒロシ
- Fukase
- 福山雅治
- 藤井フミヤ
- 藤岡弘、
- ペ・ヨンジュン
- 細川たかし
- 堀内孝雄
- 前川清
- 前田吟
- 前田亘輝
- 松田優作
- 松山千春
- 美川憲一
- 水木一郎
- Mr.マリック
- 水谷豊
- 美空ひばり
- 三波春夫
- みのもんた
- 宮沢和史
- 美輪明宏
- 森進一
- 森田健作
- 森山直太朗
- 矢沢永吉
- やしきたかじん
- 山川豊
- 横山剣
- 吉幾三
- 吉田拓郎
- 淀川長治
- 和田アキ子
- 渡部陽一
- 渡哲也

- 男はつらいよの登場人物（寅さん、諏訪博、タコ社長など）
- あしたのジョーの登場人物
- アンパンマンの登場人物
- 宇宙戦艦ヤマトの登場人物
- おじゃる丸の登場人物
- 機動戦士ガンダムの登場人物
- クレヨンしんちゃんの登場人物
- サザエさんの登場人物
- 新世紀エヴァンゲリオンの登場人物
- 近藤房之助でちびまる子ちゃんの登場人物
- Dr.スランプの登場人物
- ドラゴンボールの登場人物
- ハクション大魔王の登場人物
- ビックリマン2000の登場人物
- ブラック・ジャックの登場人物
- 北斗の拳の登場人物
- ポケットモンスターの登場人物
- 名探偵コナンの登場人物
- ヤッターマンの登場人物
- 妖怪ウォッチの登場人物
- ルパン三世の登場人物
- ONE PIECEの登場人物
- 他

## 出演番組

### 現在
ラジオ
- トニーヒロタの土曜も親父気ナイト（MRTラジオ）

### 過去
テレビ
- 日本ものまね大賞（関西テレビ制作）
- 史上最高そっくり大賞（日本テレビ系列）
- 全日本そっくり大賞（テレビ東京系列）
- 金曜バラエティ（NHK総合）
- あっぱれ!!さんま大教授（フジテレビ系列）
- ウラネタ芸能ワイド 週刊えみぃSHOW（読売テレビ制作・関西ローカル）
- ものまねバトル（日本テレビ系列）
- ものまねグランプリ（日本テレビ系列）
- エンタの神様（日本テレビ系列）
- 爆笑そっくりものまね紅白歌合戦スペシャル（フジテレビ系列）

テレビアニメ
- ビックリマン2000（テレビ東京系列）スーパーゼウス 役
- 遊☆戯☆王デュエルモンスターズ（テレビ東京系列）物真似師 役
- ホイッスル!（アニマックス）おやっさん 役
- こちら葛飾区亀有公園前派出所第166話（フジテレビ系列） - テキサスバーガーの店長 役
- capeta（テレビ東京系列）井狩社長 役

舞台
- コロッケ初座長公演（中日劇場）
- コロッケ特別公演（中日劇場）